# Левенський католицький університет
Левенський (рідше Льовенський) католицький університет (нід. Katholieke Hogeschool te Leuven, пізніше Katholieke Universiteit te Leuven; лат. Universitas catholica lovaniensis; фр. Université catholique de Louvain) — імовірно, найстаріший і найвідоміший університет у Бельгії. Заснований у 1834 році, з 1835 року розміщений у місті Левені. Працював до розділу на нідерландськомовний та франкомовний університети у 1968 році.

## Історія

### Старий університет (1425 — 1797)
Університет був заснований 1425 року Жаном IV (герцог Брабанту) і затверджений буллою папи римського Мартина V. 1793 року під час французьких революційних воєн університет зазнав руйнування.
Студентами Левенського університету були, наприклад, Станіслав Данилович (староста), Казимир Лев Сапега, Альберто Кампензе тощо.

### Державний університет (1816 — 1835)
Коли регіон став частиною Об'єднаного королівства Нідерландів (1815–1830), король Віллем I заснував у Левені державний університет (нід. Rijksuniversiteit) у 1816. Це був нейтральний та не конфесійний університет, не пов'язаний з іншими закладами. 1830 року Бельгія здобула незалежність від Нідерландів, і Левенський державний університет, був зачинений 1835 року.

### Католицький університет (1834 — 1968)
1834 року у м. Мехелен засновано Бельгійський католицький університет, який наступного року переїхав до Левена, ставши Левенським католицьким університетом. На той момент це вважалося заснуванням нового університету, і лише пізніше це почали розглядати як поновлення спадкоємності зі старим, зруйнованим університетом. (Прийняте Касаційним судом Бельгії у 1855 році рішення визначає, що юридично це дві різні установи, і молодша не є правонаступницею старшої). Мовою викладання довгий час була латина, в XIX столітті латина й французька, з 1930 року — французька й нідерландська. Після 1968 року університет розділився на незалежні нідерландськомовний та франкомовний університети.

### Нові університети (1968 — )
Після кризи 1968 року університет розділився на дві окремі науково-освітні установи:
- Левенський католицький університет (нідерландськомовний) — нідерландськомовний університет, що зостався в Левені на місці старого університету.
- Лувенський католицький університет (франкомовний) — франкомовний університет, що переїхав до міста Лувен-ла-Нев, Валлонія.